# Cristo Vence
Cristo Vence es el lema y el símbolo utilizado por corrientes católicas en Argentina en el conflicto entre sectores políticos antiperonistas golpistas y  el entonces presidente Juan Domingo Perón.

## Orígenes del símbolo

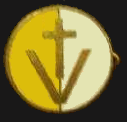
Pin de Cristo Vence en bandera del Vaticano.

Los orígenes del símbolo pueden remontarse al crismón que consiste en las letras griegas Χ (ji) y Ρ (rho), las dos primeras de Cristo en griego: Χριστός. Fue famosamente utilizada por el emperador romano Constantino I en la batalla del Puente Milvio, en el año 312. Al vencer en la batalla, Constantino se convirtió al cristianismo. Posteriormente Ρ se sustituye por la Τ (tau) haciendo así una pequeña cruz latina.

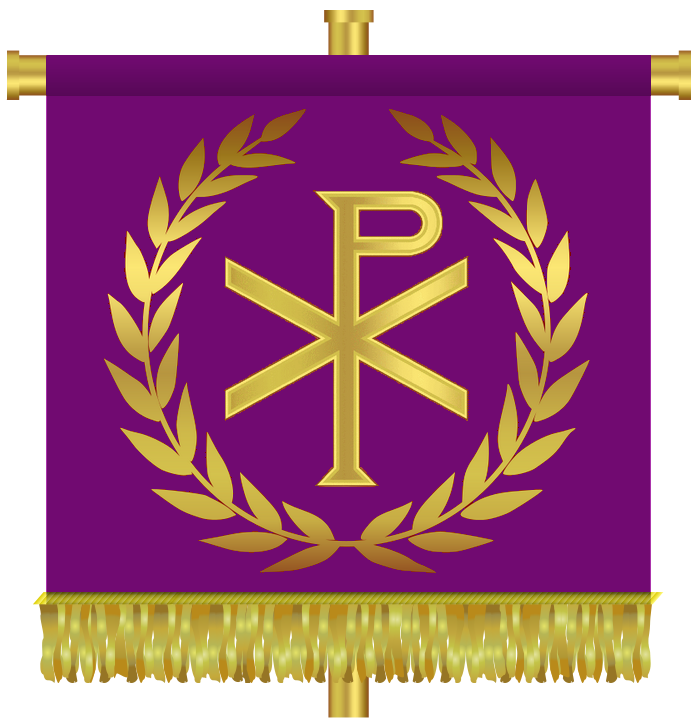
El Crismón identificaba a militares cristianos romanos.

Una de las derivaciones del crismón es el vítor que tiene a la letra V como estructura.  
La frase Cristo vence da título a un antiguo himno ambrosiano titulado Christus Vincit.

## Historia y Legado

### Antecedentes políticos
El gobierno peronista había reformado la Constitución en 1949 asegurándose la posibilidad de una reelección presidencial indefinida, mientras que el sistema de división del país en distritos para la elección de legisladores, parecía asegurar también la obtención de mayorías legislativas. En este contexto, la oposición veía alarmada una serie de sucesos que interpretaban como un giro autoritario del Gobierno. A las detenciones y torturas policiales a opositores en la Sección Especial Investigaciones de la Policía Federal, dirigida por el Comisario Cipriano Lombilla, se sumaban las cesantías de docentes antiperonistas; la detención de diputados opositores como Ricardo Balbín, y Alfredo Palacios; las restricciones a la libertad de expresión y de prensa; la expropiación de los diarios La Prensa y La Nueva Provincia; la condena judicial por desacato y encarcelamiento de Michel Torino, propietario del diario El Intransigente de Salta; el ataque e incendios en las sedes de los partidos radical, demócrata y socialista, así como en el Jockey Club de Buenos Aires quedando totalmente destruidos estos dos últimos edificios y con daños muy importantes los otros dos. Todos estos locales fueron saqueados antes de ser incendiados, contando con la pasividad de policía y bomberos. Manuel Anasagasti, expresidente del Jockey Club, contó que entre los bienes robados antes del incendio había partidas de vino con sello y número de catálogo del club. Tiempo después una de esas partidas fue rematada por el Banco Municipal y se aprovechó a recuperarla mediante su compra. Cuando se pusieron en venta los bienes de Perón luego de su caída también volvieron a comprar en remate otra de esas partidas que los incendiarios habían obsequiado a Perón como trofeo de guerra.
Fue en ese momento cuando sectores opositores, habiendo perdido toda fe en la posibilidad de superar al gobierno de Perón por los mecanismos democráticos, comenzaron a organizarse para derrocarlo mediante una operación militar inspirada en la fracasada Operación Valquiria, el plan de emergencia con el que, una década antes, parte de las Fuerzas Armadas alemanas habían intentado poner fin al régimen nazi. Una parte significativa de los opositores al peronismo entendían que esta vía de acción se veía justificada en ese momento por ser la única posibilidad de regreso al orden constitucional anterior a la reforma de 1949. Las primeras reuniones se habrían realizado en 1951 en el Uruguay, en la residencia de Punta del Este del empresario Alberto Gainza Paz, a quien el régimen peronista, ese mismo año, le había expropiado el diario La Prensa. Gainza Paz se habría reunido con otro empresario argentino, Raúl Lamuraglia, de extracción radical, quien se hallaba exiliado en Uruguay desde ese mismo año, acusado de haber participado en otra intentona golpista. Lamuraglia habría incorporado a las tratativas a su consuegro, el presidente uruguayo Luis Batlle Berres.
A fines de 1954, por razones que nunca se explicaron del todo, Perón rompió relaciones con la Iglesia católica e inició un enfrentamiento con la misma. El 10 de noviembre de 1954, en un discurso, inesperadamente, Perón acusó a un sector de la Iglesia de conspirar para derribarlo. Nombró a varias organizaciones católicas, tres obispos y veinte sacerdotes, algunos de los cuales fueron arrestados en los días siguientes. A raíz de este enfrentamiento, el gobierno suprimió el carácter de días no laborables a ciertas festividades religiosas católicas, introdujo la ley de divorcio, permitió la apertura de establecimientos para ejercer la prostitución, prohibió las manifestaciones religiosas en los lugares públicos, y la municipalidad de Buenos Aires, entonces controlada por el presidente de forma directa, prohibió a los comerciantes exponer pesebres u otras figuras religiosas en conmemoración de la Navidad. El 25 de mayo de 1955, Perón se convirtió en el primer presidente argentino en no asistir al tradicional Tedeum en la Catedral Metropolitana. Ese mismo mes, Enrique Shaw y otros 18 dirigentes católicos fueron detenidos y encarcelados durante diez días tras ser señalados como responsables de un "complot político" para derrocar al presidente Juan Perón.
El 11 de junio de 1955, pese a estar prohibida por la ley 14.400, se realizó la celebración pública de la fiesta de Corpus Christi, que desde la segunda fundación de Buenos Aires se venía efectuando anualmente en Plaza de Mayo en forma ininterrumpida. Tuvo una concurrencia estimada en unas 200 000 personas, que colmó la Catedral y ocupó la Plaza de Mayo adyacente. Al finalizar la celebración se formó una manifestación que se encaminó por la Avenida de Mayo hacia el Congreso Nacional entonando el Himno Nacional e incorporando gente a medida que avanzaba. El mismo día 11 el gobierno acusó a los manifestantes, además de por los daños, de haber quemado una bandera argentina y se abrió una investigación judicial. El incidente de la bandera pronto se probó falso: la bandera había sido quemada por un agente policial siguiendo órdenes directas del Comisario para que el ministro del Interior, Angel Borlenghi, pudiese fotografiarse con Perón apreciando los restos, de acuerdo con la reconstrucción histórica hecha por Isidoro J. Ruiz Moreno.
El 12 de junio de 1955 jóvenes católicos se trenzaron en lucha con grupos de choque de la extrema derecha peronista llamados "Alianza Libertadora Nacionalista" que intentaban quemar la Catedral de Buenos Aires. Ese día se registraron muchas detenciones. El 16 de junio, en forma más organizada, columnas de la Alianza Libertadora Nacionalista, de la CGT y otros militantes peronistas, provistos de bidones de nafta y lanzallamas, y dirigidos por comisarios de la Policía Federal y de la División Bomberos, salieron de la Escuela de Ciegos que funcionaba en calle Bolívar 431 y desde allí saquearon e incendiaron la Curia Metropolitana y doce Iglesias de Buenos Aires: Santo Domingo, San Francisco, San Ignacio, La Merced, San Roque, la Catedral, San Miguel, La Piedad, Nuestra Señora de Las Victorias, Del Socorro, San Nicolás de Bari y San Juan Bautista. En la Iglesia de Las Victorias fue herido gravemente el Padre Jacobo Wagner quien falleció pocos días después. Una investigación en el Consejo Superior de las Fuerzas Armadas obtuvo el testimonio de integrantes de la Policía Federal que imputaban del hecho a sus propios compañeros por lo cual el organismo solicitó a Perón la separación del jefe de policía y la detención del ministro del Interior Ángel Borlenghi pero al día siguiente de esa comunicación Borlenghi salió del país. El historiador Enrique Díaz Araujo reconstruyó el operativo, afirmando que estuvo siempre bajo las órdenes del contraalmirante Alberto Teisaire -vicepresidente al tiempo del hecho-,  Borlenghi y el Ministro de Salud Pública Conrado Bevacqua. También informa los nombres de varios de los responsables, entre los que se encuentran altos jefes de la Policía Federal y del cuerpo de bomberos. Ya depuesto el gobierno el propio Teisaire afirmó que la acción se había ejecutado no sólo con la autorización de Perón sino bajo su inspiración. Dos días después, el 14 de junio, Perón, por decreto, removió a monseñor Manuel Tato y al diácono Ramón Novoa, quienes fueron expulsados del país y enviados a Roma.
Fue ante esa situación de hecho que sectores que planificaban el derrocamiento de Perón por medios violentos, decidieron precipitar los hechos y adelantar los planes, intentando un ataque con aviones a la Casa Rosada, en lo que se recuerda como el ametrallamiento y bombardeo a la Plaza de Mayo, que tuvo un saldo de aproximadamente 364 muertos y algunos miles de heridos. El ataque se produjo con 20 aparatos de la Aviación Naval. En septiembre de ese año, Perón fue violentamente derrocado y dieron fin a su segunda presidencia.

### El uso del símbolo
El símbolo Cristo vence fue, pintado en los aviones de la Armada Argentina y usado en distintivos para los comandos golpistas, consistía en una cruz pintada sobre una V mayúscula.